# Himmelsfärdskatedralen, Moskva
Himmelsfärdskatedralen (ryska: Успенский собор; translitteration: Uspenskij sobor)  är en rysk-ortodox katedral belägen i Kreml i Rysslands huvudstad, Moskva. 
Katedralen är helgad åt Guds moders avsomnande, som är Östortodoxa kyrkans benämning på Jungfru Marie himmelsfärd. Den tillhör tillhör Moskvas stift och var även de ryska tsarernas kröningskatedral.

## Historik
Himmelsfärdskatedralen i  Moskva byggdes under 1400-talet för att hysa centrumet för den Östortodoxa kristendomen som nyligen tagits under de ryska tsarernas beskydd. Den beställdes av storfurst Ivan III av Moskva, och ritades av den italienske arkitekten Aristotile Fioravanti.

## Bilder

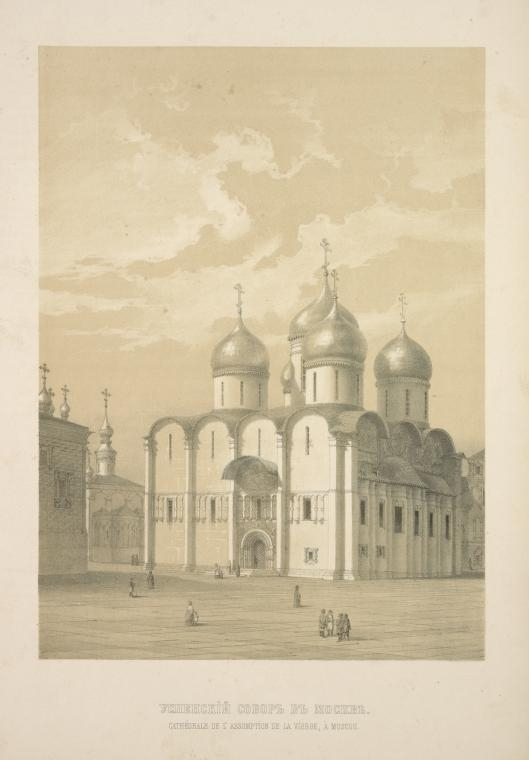
Ivan Snegirjov: Uspenskijkatedralen (1856).
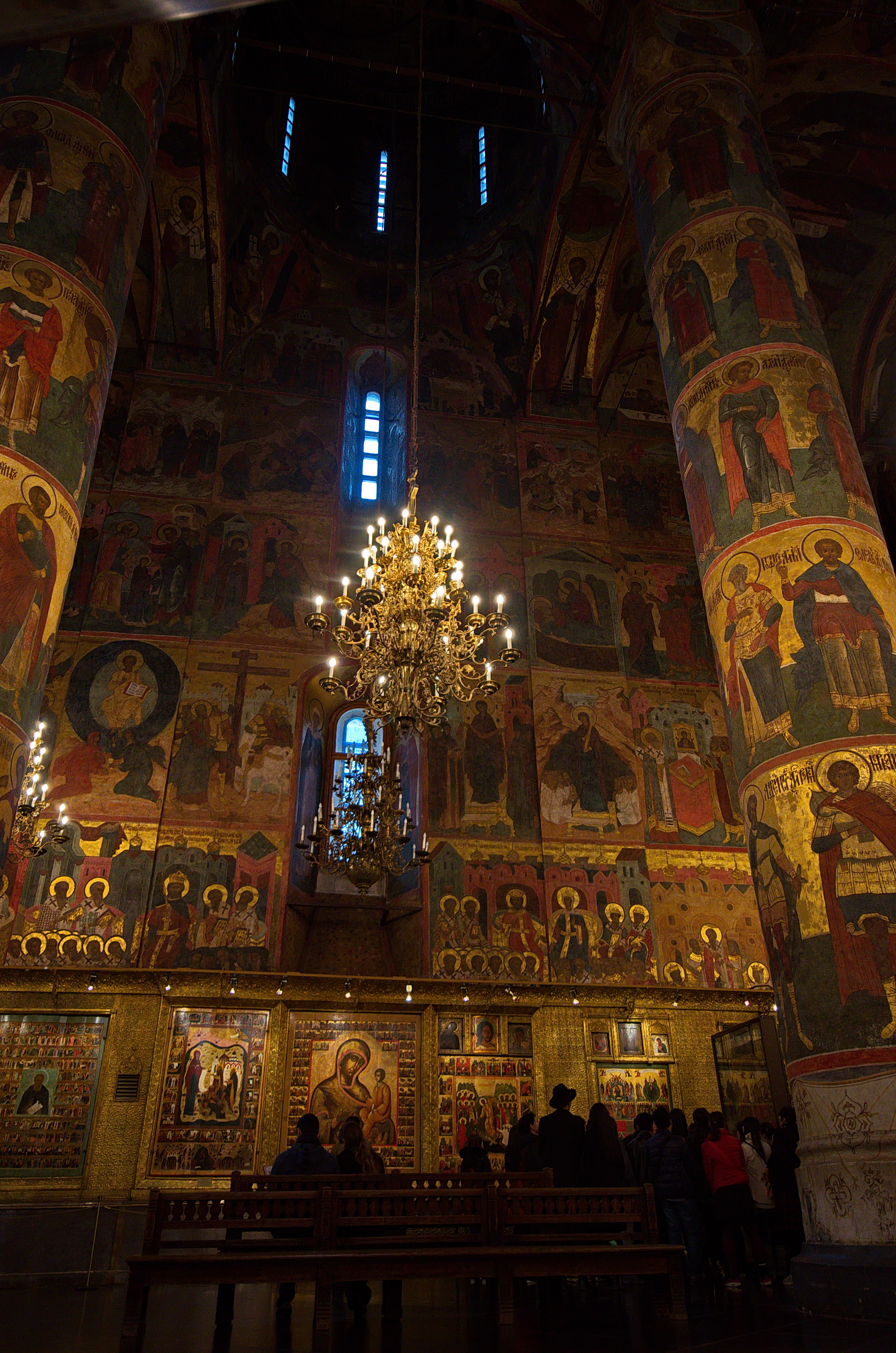
Katedralens interiör.
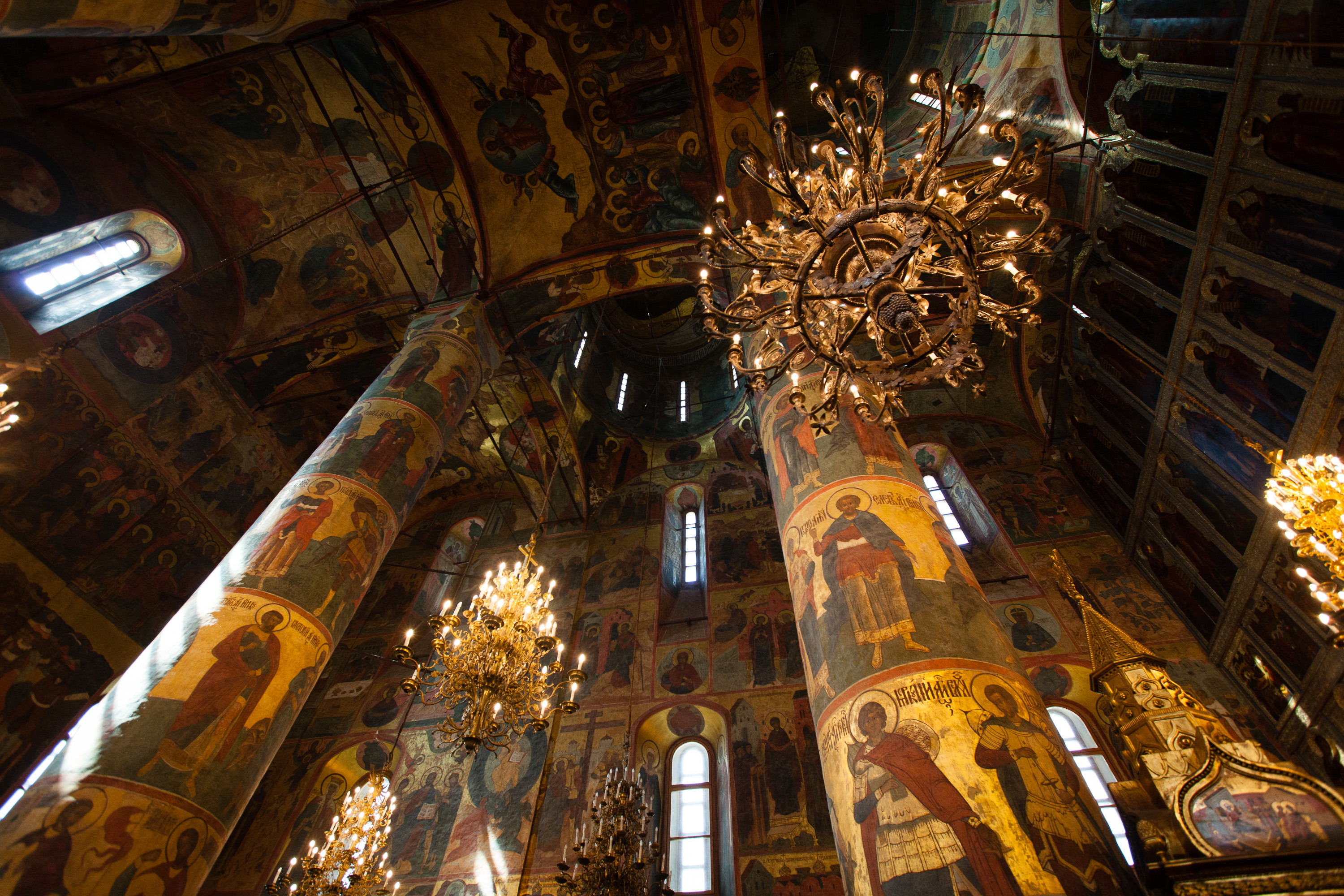
Interiör.
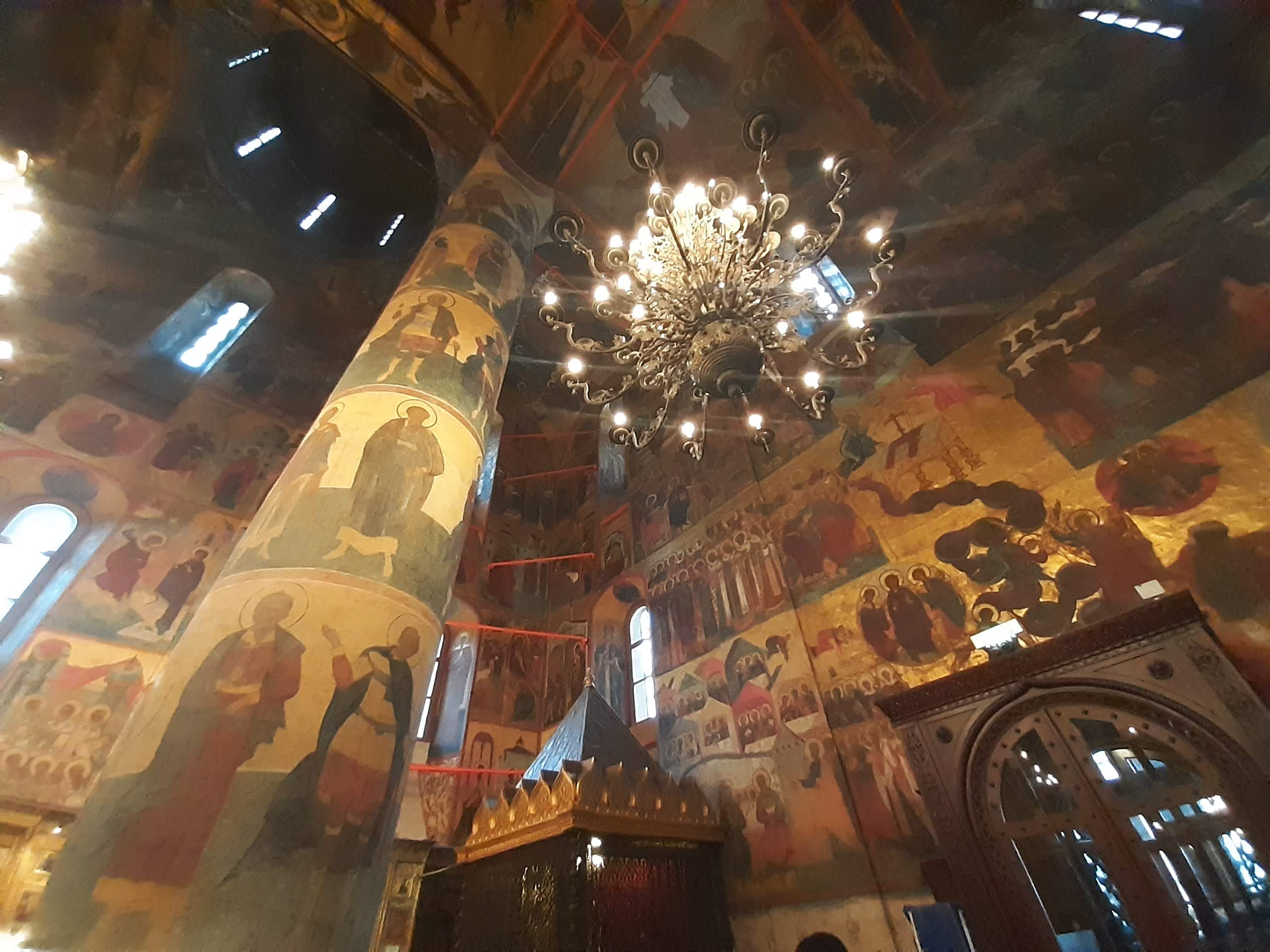
Interiör.
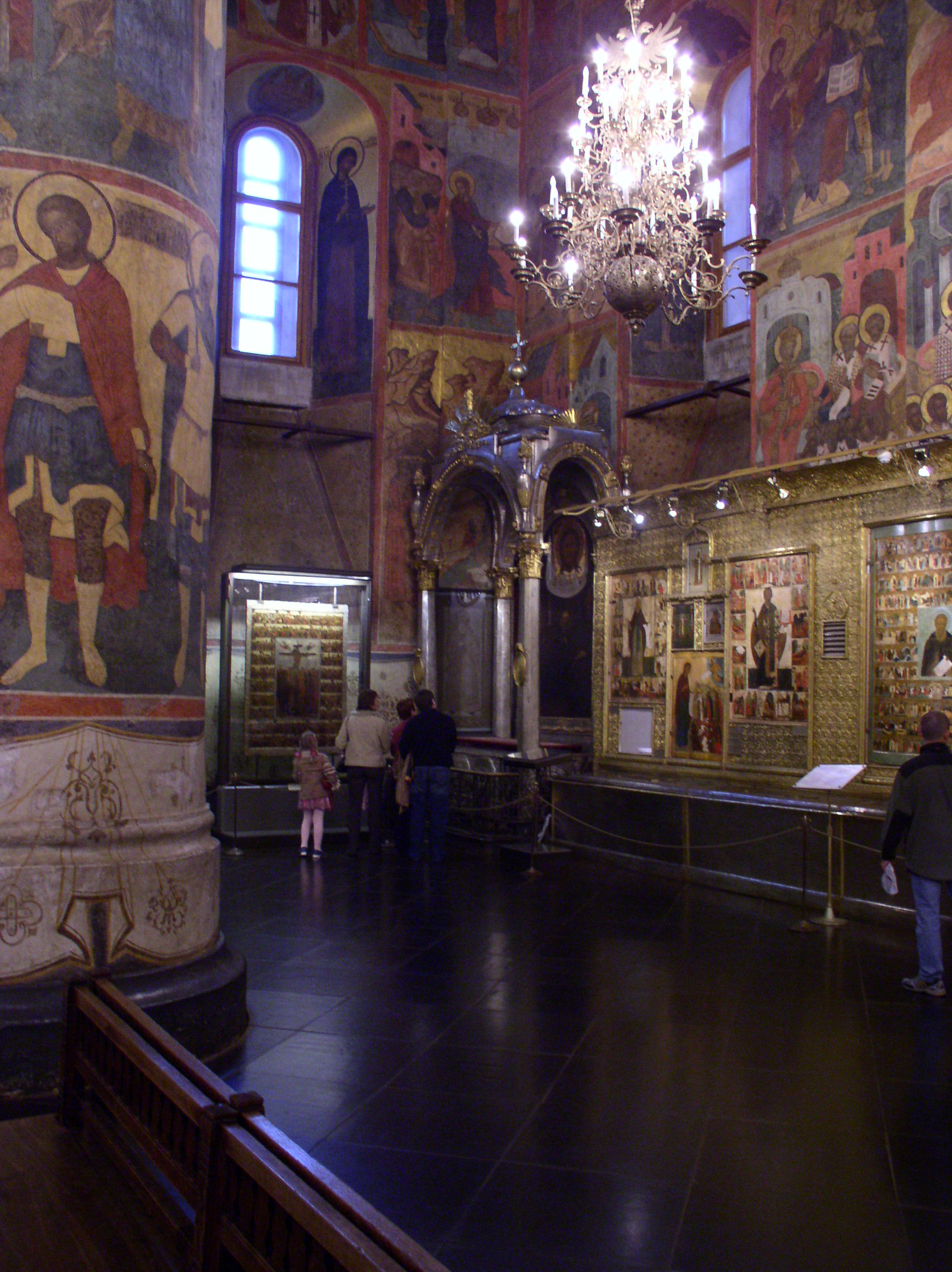
Interiör.
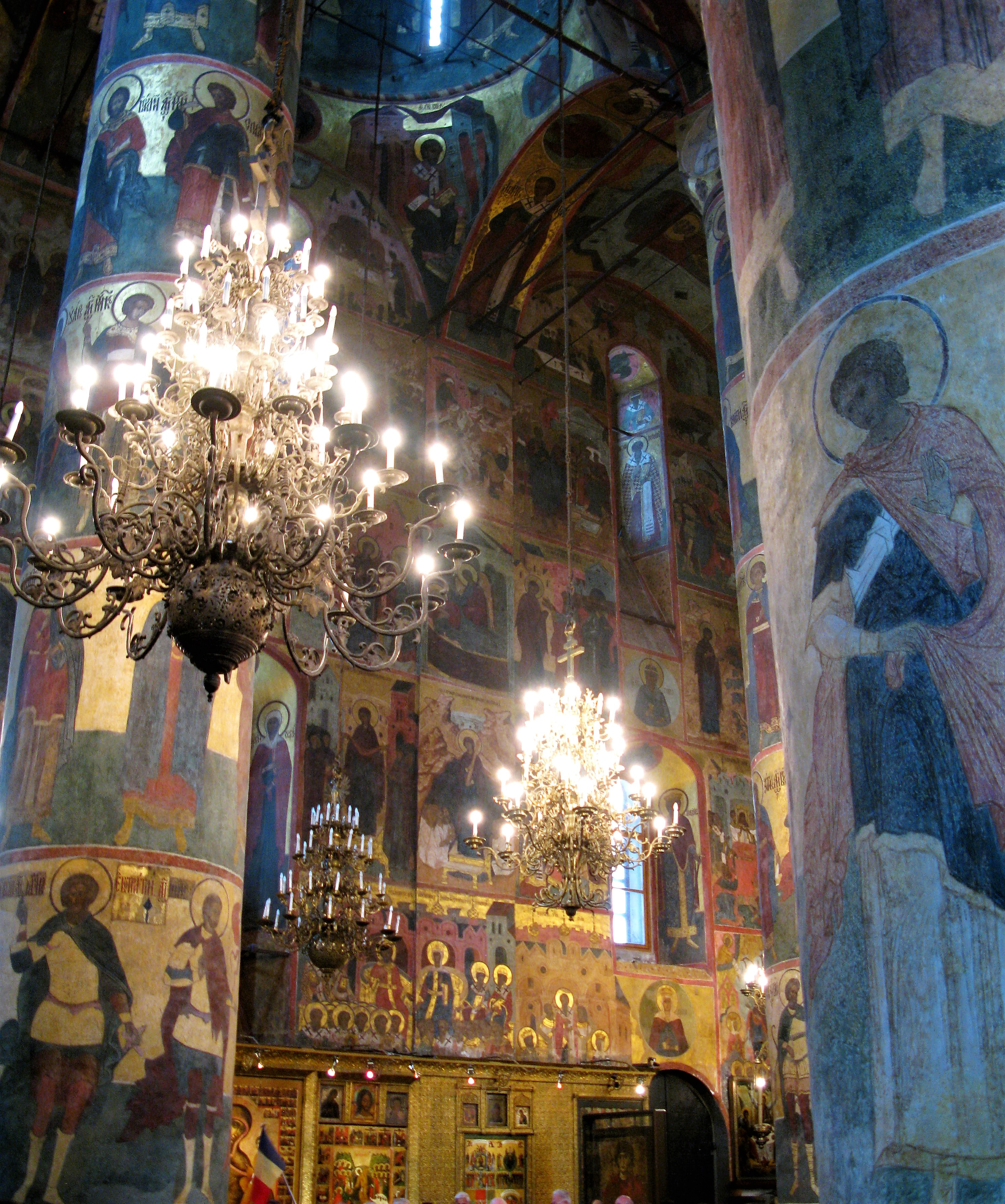
Interiör.
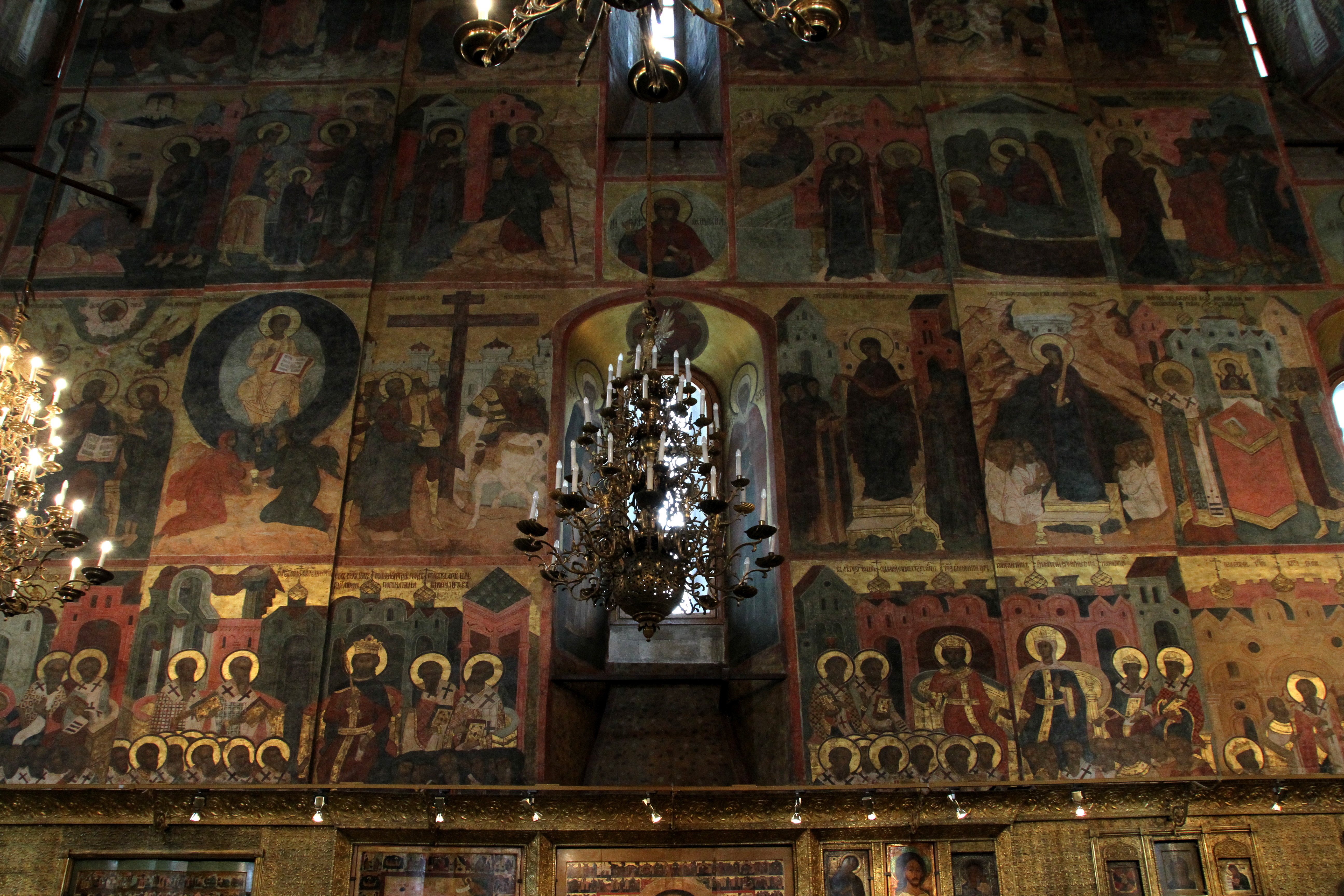
Fresker.